# Igreja da Ordem Terceira do Carmo (Goiana)
A Igreja da Ordem Terceira do Carmo está localizada no centro de Goiana, sendo cenário para diversos episódios da história da cidade e do estado de Pernambuco, além de ser patrimônio histórico nacional pelo IPHAN desde o ano de 1938.

## História
No ano de 1666 o Frei Alberto do Espírito Santo (vigário provincial dos Carmelitas no Brasil), pediu licença ao Cabido da Bahia para construir um convento em Goiana por conta da distância de Olinda (onde havia o único convento da época), no caminho para a Paraíba. Deu-se início as obras no terreno de um sítio doado pelo Capitão-mor Felipe Cavalcanti de Albuquerque.
O convento original edificado pelo Frei tinha paredes de taipa, apenas seis celas e uma pequena capela e permaneceu desta maneira até o ano de 1672, quando o Frei Marcos de Santa Maria deu início a um convento e igreja feitos de pedra de cal. A primeira pedra foi lançada pelo herói da Restauração Pernambucana, o General André Vidal de Negreiros, que a reformou em 1679 por conta de uma promessa que havia feito (caso ganhasse a luta armada dos holandeses, iria reconstruir a igreja).
Segundo alguns historiadores, o convento ganhou esse nome de Santo Alberto, em homenagem ao seu fundador, o Frei Alberto do Espírito Santo. A igreja traz estilo barroco maneirista. Possui imagens em madeira de lei dos séculos XVI e XVII. Uma característica do convento que merece destaque é o hall de entrada, ricamente entalhado e com pinturas. O conjunto também apresenta elementos da arquitetura árabe através de traços simétricos e leves, percebidos principalmente nas torres. Ao lado esquerdo do altar-mor existe uma capelinha dedicada a Bom Jesus dos Passos com a imagem de Nossa Senhora das Lágrimas.
Em 1849 na Revolução Praieira (luta entre conservadores e liberais) Goiana é tomada pelos liberais, ao comando do líder Pedro Ivo da Silveira (com perda de dois mortos e quatro feridos). No dia seguinte, o convento onde se refugiaram os conservadores, é atacado. Depois de uma luta sangrenta os liberais apoderam-se do local (fizeram oito feridos e quarenta prisioneiros, além de apreender a quantidade de duzentas carabinas e mais de dois mil cartuchos).

## O Cruzeiro, o Túnel e a Praça
Em Goiana conta-se que o cruzeiro é o início do túnel de uma passagem secreta até a Igreja do Carmo construído no ano de 1719 por holandeses que habitavam o convento. Diz-se que esses religiosos enterraram ali seu tesouro quando foram expulsos do Brasil. Por acreditarem nisso, muitas pessoas da cidade afirmavam que embaixo do cruzeiro existem pedras preciosas, potes com ouro e outras riquezas. Houve quem chegasse a procurar por tudo isso entrando no túnel. Trabalho que foi em vão, pois nada se encontrou.
Essas pessoas que tentaram, alegam que ao adentrar o túnel uma ventania muito forte se iniciava as impedindo de procurar. Os moradores mais antigos da cidade afirmam categoricamente até hoje que esse tesouro existe. O túnel acabou sendo fechado por conta dos insetos que ali habitavam e acabavam por adentrar a Igreja do Carmo. Outra história que gira em torno desse cruzeiro é a de que quando o dono de algum pertence valioso que está escondido vem a falecer, ele volta em forma de sonho para alguém de sua família e lhe diz o local exato de seu esconderijo.
Na estrutura do cruzeiro notam-se traços da arquitetura chinesa nas perfilaturas que o contornam e características barrocas em todo o conjunto.
A praça pertence ao conjunto arquitetônico Carmelita de Goiana e está no mesmo local onde estão localizados a Igreja Nossa Senhora do Carmo da Ordem Terceira, o prédio do casarão Arte-Cultura Folclore, o Grupo Escolar Manoel Borba além de casas residenciais e o Cruzeiro. Merecem destaque as Palmeiras Imperiais e os postes de iluminação imitando lampiões.